# Жуайёз, Жан-Арман де
Жан-Арман де Жуайёз (фр. Jean-Armand de Joyeuse; 1631 — 1 июня 1710) — французский военный и государственный деятель, маршал Франции.

## Биография
Третий сын Антуана-Франсуа де Жуайёза, графа де Гранпре, и Маргерит де Жуайёз, графини де Гранпре.
Барон де Сен-Жан-сюр-Турб.
Первоначально известный как шевалье де Гранпре, стал капитаном кавалерии в полку Гранпре, сформированном патентом от 9 июля 1648 и в кампанию следующего года служил во Фландрии под началом графа д'Аркура.
Его старший брат, граф де Гранпре, примкнул во время Фронды к партии принцев, и был отстранен от командования своим полком приказом от 20 января 1650. 26 февраля шевалье де Гранпре был назначен кампмейстером полка, после чего стал именоваться шевалье де Жуайёзом; служил в войсках маршала дю Плесси при деблокировании Гюиза, осажденного испанцами (2 июля), при взятии Ретеля 14 декабря, и участвовал в Ретельском сражении 15-го.
В 1651—1652 годах служил во Фландрии, 20 апреля 1653 произведен в лагерные маршалы, фактически в этом качестве не служил, оставаясь командиром своего полка в армии маршала Лаферте, участвовал в осаде Ретеля, сдавшегося 9 июля, Стене, взятого 6 августа 1654, Ландреси, сдавшегося 14 июля 1655, Конде, взятого 18 августа, Сен-Гилена, подчинившегося 25-го.
В 1655 году Тюренн, ставший лагерем в долине Ланса, послал его с несколькими эскадронами, чтобы эскортировать конвой, шедший из Арраса. Арман был влюблен в одну из жительниц этого города, отправил конвой под командованием майора своего полка, рассчитывая присоединиться к нему до того, как его люди прибудут в лагерь. Испанцы атаковали эскорт, но были отбиты, и конвой благополучно прибыл в Ланс.
Тюренн, видя, что нарушение дисциплины грозит потерей подающего большие надежды офицера, сказал в своем окружении: «Гранпре будет очень зол на меня; я ему дал секретное назначение, а он застрял в Аррасе, в то время, как имел случай показать свою храбрость».
Прибыв в лагерь, Жуайёз узнал о словах командующего, и бросился ему в ноги, свидетельствуя свое раскаяние. Тюренн ограничился выговором.
В кампанию 1656 года служил под командованием маршала Лаферте, участвовал в осаде Валансьена, которую испанцы заставили снять 16 июля, и Ла-Капеля, сдавшегося 27 сентября. В 1657 году командовал кавалерией в армии маршала Лаферте при осаде Монмеди, взятого 6 августа. В 1658 году участвовал в осаде Гравелина, капитулировавшего 30 августа. После своего брака стал называться маркизом де Жуайёзом.
11 апреля 1661 его полк был свернут до одной роты кампмейстера, и вновь развернут 7 декабря 1665.
Произведен в бригадиры кавалерии 14 мая 1667 и направлен в Эльзасскую армию маркиза де Креки. Эта армия заняла оборону, и маркиз отправился добровольцем на осаду Лилля, которым король овладел 27 августа.
В 1668 году отправился на завоевание Франш-Конте, откуда перешел под командование принца Конде и герцога Люксембурга в областях Лимбурга и Гелдерна. 2 мая был подписан мир, и 26-го маркиз стал капитан-аншефом единственной роты.
Патентом от 9 августа 1671 снова собрал свой полк. В армии маршала Тюренна в 1672 году был при осадах и взятии Реса 7 июня, Арнема 15-го, форта Скенк 19-го, Нимвегена 9 июля, Гава 14-го. Маркиз решил взятие последней крепости, разгромив 24 роты пехоты которую туда послал принц Оранский, и взяв больше тысячи пленных. Затем участвовал в завоевании острова и города Боммел 26 сентября.
Сопровождал виконта Тюренна в кампании 1673 года в Вестфалии, участвовал в осаде Унны, которую с помощью блокады заставили сдаться 5 февраля.
Лагерный маршал с 13 февраля 1674, он отказался от своего полка и был направлен в Руссильонскую армию маршала Шомберга, оборонявшую границу. В 1675 году под командованием того же маршала содействовал отвоеванию Бельгарда 6 июля.
В кампанию 1676 года служил в Германской армии маршала Люксембурга и провел кавалерийский и пехотный отряды на помощь Цвайбрюккену,  осажденному герцогом Целле.
25 февраля 1677 произведен в генерал-лейтенанты, действовал в составе армии Месье, сражался при Касселе 11 апреля, служил при осаде Сент-Омера, взятого 20-го. 21 мая переведен во Фландрскую армию.
В 1678 году служил в Германской армии маршала Креки, участвовал в победе над графом Штарембергом при Рейнфельде 6 июля, в переходе от Книтца, где был разбит арьергард герцога Лотарингского 23-го.
5 апреля 1684 направлен в Германскую армию маршала Креки, служил при осаде Люксембурга, взятого 4 июня. Маршал отправился на воды в Бареж, и в его отсутствие маркиз 5 июля принял командование армией.
После смерти сьёра де Кажака король 12 мая 1685 дал Жуайёзу губернаторство над городом и крепостью Нанси.
16 сентября 1688 назначен в Германскую армию дофина, был при осаде Филиппсбурга, сдавшегося 29 октября, Манхайма, взятого 11 ноября, Шпайера, Вормса, Оппенхайма, Трира, сдавшихся без сопротивления, Франкенталя, который капитулировал 18-го. 31 декабря пожалован в рыцари орденов короля.
20 марта 1689 назначен в Гиень под командование маршала де Лоржа. 19 апреля 1690 назначен в Германскую армию дофина и маршала де Лоржа, перешедшую к обороне. В 1691 году был при осаде Монса, взятого королем 9 апреля, затем перешел во Фландрскую армию маршала Люксембурга и сражался в битве при Лёзе 18 сентября.
Во время осады Намюра в 1692-м командовал корпусом в областях Трира, Юлиха и Кельна, и закончил кампанию в Германии под командованием маршала де Лоржа.
27 марта 1693 в Версале произведен в маршалы Франции, на следующий день принес присягу.
27 апреля назначен одним из командующих Фландрской армии короля и принца Конде, командовал левым крылом армии в сражении при Неервиндене, и атаковал с большим умением и настойчивостью. Получил ружейную пулю в бедро; после перевязки вернулся в строй.
28 апреля 1694 назначен командующим Германской армией вместе с маршалом де Лоржем. Они разбили противника у Витштока 25 июня, убив четыреста человек и взяв столько же пленных. 20 апреля 1695 снова назначен командовать той же армией с тем же коллегой, но в тот год они не предпринимали активных действий.
1 мая 1696 назначен командовать армией, оборонявшей побережье Нормандии. 7 мая 1697 снова назначен на ту же должность, и это была его последняя кампания.
12 августа 1703 назначен губернатором областей Меца и Вердена, и отдельно губернатором города и цитадели Меца, вакантных после смерти герцога де Лаферте. Сохранил эти должности до самой смерти. Умер в Париже в своем особняке на Королевской площади.

## Семья
Жена (контракт 4.06.1658): Маргерит де Жуайёз (ум. 22.06.1694), его кузина, дочь Мишеля де Жуайёза, сеньора де Верпель, и Мари де Тремле. Брак бездетный